# Ernst Peschl
Ernst Peschl   (Passau, 1 de setembre de 1906 - Eitorf, 9 de juny de 1986) va ser un matemàtic alemany.
Peschl va néixer a Passau on va assistir a l'escola secundària fins al 1925, quan va començar estudis de física i matemàtiques a la universitat de Múnic, en la qual es va doctorar el 12931 sota la direcció de Carathéodory. En els anys següents va treballar com a assistent de Robert König a la universitat de Jena i de Heinrich Behnke a la de Münster. En completar la seva habilitació docent a Jena el 1935 es va convertir en professor associat i el 1938 va passar a ser-ho de la universitat de Bonn. Durant una part de la segona Guerra Mundial va treballar com intèrpret de la Wehrmacht (parlava el francès de forma fluida) i com investigador a l'Institut Alemany de Recerca per a l'Aviació a Brunsvic, del qual va ser acomiadat el març de 1945 per no tenir una actitud prou entusiasta envers la guerra. Acabada la guerra, el 1945, va ser professor de la universitat tècnica de Brunsvic fins que el 1948 va tornar a la universitat de Bonn de la qual ja no es va bellugar fins a la seva retirada el 1974.
La seva obra científica va ser en el camp de l'anàlisi matemàtica.